# Bahía de Gando
Bahía de Gando este o arie protejată (arie specială de conservare — SAC, sit de importanță comunitară — SCI) din Spania întinsă pe o suprafață de 477,77 ha, integral marine.

## Localizare
Centrul sitului Bahía de Gando este situat la coordonatele 27°55′22″N 15°22′27″W / 27.9228°N 15.3742°V.

## Înființare
Situl Bahía de Gando a fost declarat sit de importanță comunitară în octombrie 1999 pentru a proteja 3 specii de animale. Situl a fost protejat și ca arie specială de conservare în septembrie 2011.

## Biodiversitate
Situată în ecoregiunile  și marină macaroneziană, aria protejată conține 1 habitat natural: Bancuri de nisip acoperite în permanență slab de apă marină.
La baza desemnării sitului se află mai multe specii protejate:
- mamifere (1): delfin mare (Tursiops truncatus)
- reptile (2): Caretta caretta, Chelonia mydas

Pe lângă speciile protejate, pe teritoriul sitului au mai fost identificate 4 specii de plante, 8 specii de nevertebrate, 6 specii de pești.